# Nadie quiere la noche
Nadie quiere la noche (internationale titel: Nobody Wants the Night) is een Spaans-Frans-Bulgaarse film uit 2015 onder regie van Isabel Coixet. De film ging in première op 5 februari op het Internationaal filmfestival van Berlijn (openingsfilm) in de competitie voor de Gouden en Zilveren Beer.

## Verhaal
Het verhaal speelt zich af in Groenland in 1908. Josephine, de echtgenote van de beroemde Noordpoolreiziger Robert Edwin Peary, vertrekt op een gevaarlijke reis haar echtgenoot achterna die een route zoekt naar de Noordpool. De koppige maar naïeve Josephine slaat de waarschuwingen van ervaren reizigers in de wind over de gevaren van de winter. Met veel moeite bereikt haar expeditie Peary’s basiskamp waar ze de winter wil doorbrengen. Alleen de jonge inuitvrouw Allaka, die in een iglo woont, blijft bij haar en helpt haar de winter te overleven. Naarmate de tijd vordert en de winternachten langer worden, realiseert Josephine zich dat de twee vrouwen meer gemeen hebben dan gedacht.

## Rolverdeling
| Acteur           | Personage          |
| ---------------- | ------------------ |
| Juliette Binoche | Josephine          |
| Rinko Kikuchi    | Allaka             |
| Gabriel Byrne    | Bram Trevor        |
| Orto Ignatiussen | Ninq               |
| Alberto Jo Lee   | Odaq               |
| Clarence Smith   | Henson - verteller |
| Ben Temple       | Frand              |
| Matthew Salinger | Captain Spalding   |
| Reed Brody       | Lucius             |
| Ciro Miró        | Njal               |